# Rolls-Royce/Snecma Olympus 593
Il Rolls-Royce/Snecma Olympus 593 era un motore aeronautico turbogetto prodotto da una joint venture anglo-francese per il velivolo civile da trasporto supersonico Concorde.
Con l'ingresso in linea del Concorde, l'Olympus 593 è stato il primo motore con postbruciatore ad entrare in servizio su un velivolo commerciale civile.

## Storia
Il 29 novembre del 1962 venne dato il via ad una collaborazione tra la britannica Bristol Siddeley (poi incorporata per acquisizione nella Rolls-Royce Limited nel 1966) e la francese Snecma per la progettazione di un motore da impiegarsi su un nuovo velivolo da trasporto civile supersonico.

### Sviluppo
A partire dal luglio del 1964 vennero provate al banco delle versioni di preserie, denominate 593D (Derivate), basate sul motore Olympus 320 installato sul BAC TSR-2. Il contemporaneo cambiamento nelle specifiche di progetto del Concorde rese necessario lo sviluppo di una versione maggiorata, denominata prima 593B (Big) e poi solo 593, che iniziò le prove al banco nel novembre del 1965. In entrambe le versioni vennero sperimentate nuove soluzioni tecnologiche per il raffreddamento degli statori e delle palette della turbina.
Lo sviluppo del generatore di gas e degli accessori del motore era di competenza della Bristol Siddeley, mentre la Snecma era responsabile della presa d'aria a geometria variabile, del postbruciatore, dell'ugello di scarico convergente-divergente, degli inversori di spinta e del sistema per la riduzione del rumore.

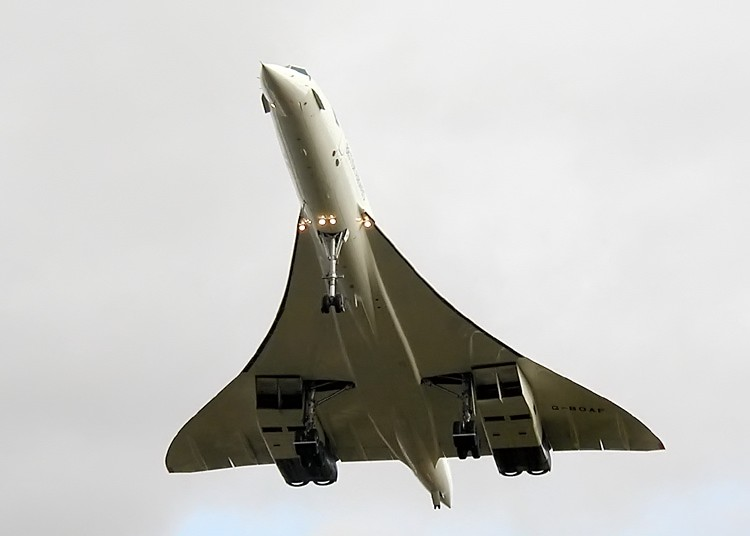
Il Concorde 216 (G-BOAF) spinto da motori Olympus 593 nell'ultimo atterraggio a Bristol in Inghilterra

Nel giugno del 1966 un Olympus 593 completo di ugello a geometria variabile fu provato per la prima volta in Francia presso la base aerea di Melun-Villaroche nella regione dell'Île-de-France. A Bristol vennero invece condotte le prove in volo installando il motore con i suoi accessori sotto la fusoliera di un bombardiere Avro 698 Vulcan appositamente modificato. A causa delle limitazioni aerodinamiche del Vulcan, le prove furono limitate a velocità inferiori a Mach 0,98. Durante queste prime prove il 593 sviluppò 157 kN di spinta (164 kN con il postbruciatore), ottenendo un risultato superiore alle specifiche di progetto previste per il motore.
Nel gennaio del 1968, l'Olympus 593 dopo 100 ore di volo sul Vulcan venne autorizzato al volo sui prototipi del Concorde. Il 2 marzo del 1969 il prototipo 001 del Concorde decollò per la prima volta spinto da quattro motori Olympus 593.
Nell'aprile del 1975 il motore venne certificato per l'uso civile.
Furono studiate anche versioni più potenti e silenziose del motore con uno stadio aggiuntivo di turbina e un compressore di diametro maggiore che avrebbe eliminato la necessità del postbruciatore e aumentato l'autonomia, ma il cattivo andamento delle vendite del Concorde precluse lo sviluppo di una versione 'B'.

## Tecnica
A differenza di un turbogetto semplice in cui i gas di scarico a valle della turbina vengono lasciati espandere nell'ugello fornendo la spinta, nell'Olympus erano fatti passare prima in un postbruciatore che li riscaldava nuovamente aumentando il salto entalpico a disposizione del fluido per la sua espansione nell'ugello. Questa "ri-energizzazione" del fluido consentiva un aumento della spinta, a discapito di un maggior consumo di carburante. Il postbruciatore veniva azionato sul Concorde solo al decollo e nell'accelerazione del velivolo da una velocità poco inferiore a Mach 1 fino a Mach 1,7. La fase di crociera avveniva a postbruciatore spento.

### Presa d'aria

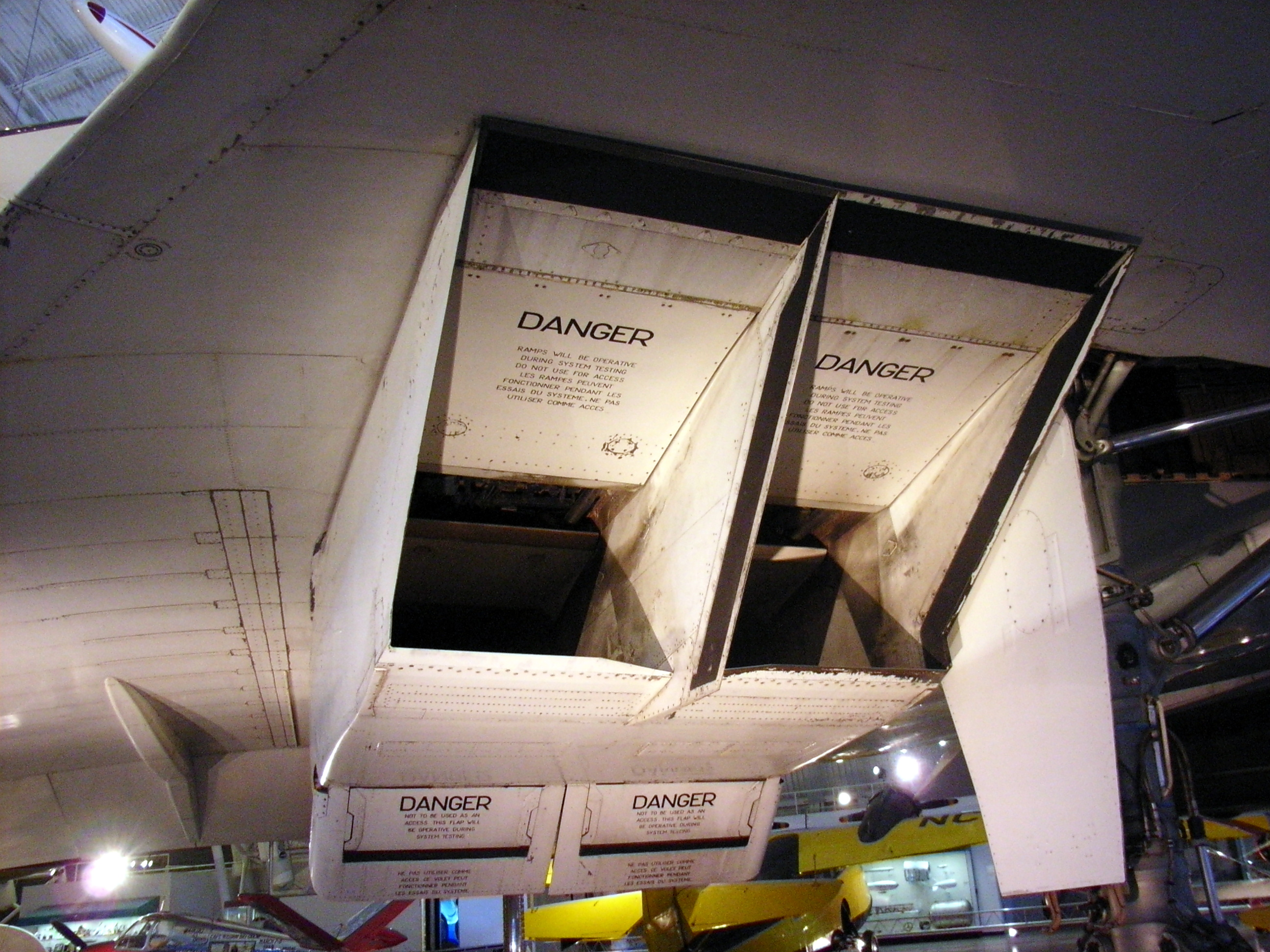
Sistema di rampe mobili della presa d'aria

Schema della presa d'aria e dell'ugello a geometria variabile del Concorde per il decollo (A), crociera supersonica (B) e con gli inversori di spinta estratti (C).

Il sistema di controllo delle rampe mobili della presa d'aria era fondamentale per evitare che le onde d'urto potessero provocare lo stallo o il pompaggio (surge) del compressore e relativo spegnimento del motore. Le rampe venivano disposte secondo una geometria tale da rallentare il flusso d'aria supersonico a velocità subsoniche. Questo risultato veniva ottenuto mediante una opportuna serie di onde d'urto oblique che rallentavano la velocità aumentando contemporaneamente la pressione dell'aria in ingresso al motore. Durante il decollo, quando la richiesta di aria era massima e la velocità di avanzamento minima, le rampe erano retratte e pannelli ausiliari si aprivano per consentire una maggior portata di aria in ingresso al compressore. A velocità prossime a Mach 0,7 i pannelli si richiudevano, mentre intorno a Mach 1,3 le rampe iniziavano a cambiare configurazione.
Per raggiungere la necessaria precisione nel controllo delle rampe della presa d'aria fu introdotto nel 1972 un sistema di controllo digitale. Questo controllo calcolava anche la corretta velocità di rotazione dell'albero motore necessaria ad evitare fenomeni di surge nel compressore per tutte le condizioni di volo.
Il rapporto di compressione totale ottenuto grazie alla presa d'aria e al compressore era, a velocità supersoniche, di circa 80:1.

### Compressore
Il motore aveva due alberi concentrici con sette stadi di compressore montati su ciascun albero. I dischi e le palette dei sette stadi del compressore di bassa pressione erano in titanio, così come i primi tre stadi del compressore di alta pressione. I restanti 4 stadi di alta pressione erano costruiti con un metallo resistente alle alte temperature normalmente generate a velocità supersonica.

### Camera di combustione
Nei primi modelli di 593 la camera di combustione era costituita da otto camere tubolari interconnesse che, però, non garantivano una combustione efficiente ed erano responsabili di un'intensa fumosità allo scarico. Nel 1970, a partire dalla versione 593 Mk602, venne introdotta una nuova camera di combustione di tipo anulare, con 16 ugelli che, grazie anche alla maggiore temperatura presente, vaporizzavano il carburante invece di atomizzarlo solamente. Questa soluzione permise di eliminare la fumosità, ma diminuì anche la vita operativa del componente, più sollecitato termicamente e soggetto a cricche, erosione e bruciature. Nel 1981 una nuova camera di combustione in Nimonic 263 con rivestimenti ceramici e miglior raffreddamento risolse anche questi problemi.

### Turbina
I sette stadi del compressore di alta pressione erano collegati da un albero ad uno stadio di turbina di alta pressione mentre gli altri sette erano collegati da un altro albero, concentrico al primo, ad uno stadio di turbina di bassa pressione. Gli statori e le palette della turbina di alta, così come le palette della turbina di bassa pressione, erano raffreddati da aria prelevata dal compressore di alta pressione che veniva fatta passare attraverso piccoli fori disposti lungo la superficie delle palette e degli statori in modo da creare una sorta di pellicola protettiva contro le alte temperature dei gas di scarico.

### Postbruciatore
La necessità di ottimizzare l'area frontale del motore in modo da ridurre la resistenza di forma in crociera unita alla necessità di elevate velocità dei gas di scarico, portò alla scelta di un turbogetto semplice. Questa configurazione, però, risultava penalizzata nelle prestazioni al decollo e nelle fasi di accelerazione fino alla velocità di crociera supersonica. Per consentire la disponibilità temporanea di una "extra-spinta" fu necessario introdurre un postbruciatore. Questo componente garantiva un incremento del 20% della spinta, ma solo per portare il Concorde dal decollo fino alla quota di 1 000 piedi era necessario bruciare 1 000 kg di combustibile in più.
Originariamente il postcombustore del 593 doveva essere di esclusiva competenza della Snecma, ma in seguito alle difficoltà incontrate nel disegno del sistema di iniezione del carburante e degli stabilizzatori di fiamma, anche la Rolls-Royce partecipò al progetto.
Il postbruciatore era costituito da un sistema integrato per l'iniezione e l'accensione iniziale della fiamma che veniva poi "ancorata" ad uno stabilizzatore anulare. La complessità del sistema risiedeva nella necessaria sincronizzazione dei flussi aria e di combustibile con la geometria dell'ugello di scarico.

### Ugello di scarico

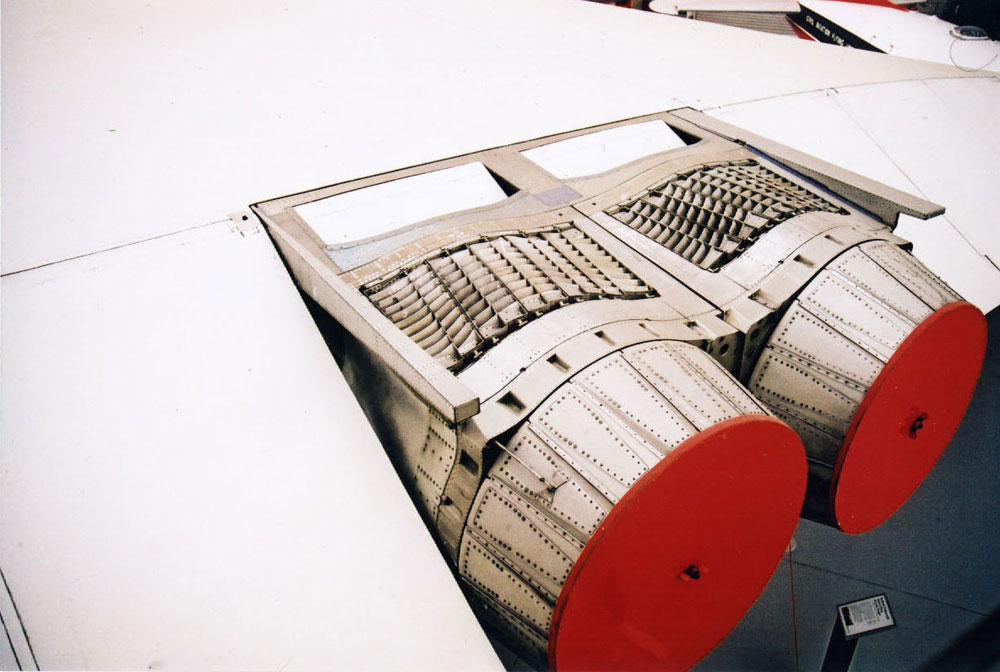
G-AXDN, dettaglio dei motori con i pannelli degli inversori di spinta in evidenza.

L'ugello consisteva di due sezioni variabili. La prima, più interna, costituita da 36 petali di cui 18 comandati da attuatori pneumatici, determinava la geometria della gola dell'ugello coerentemente con le condizioni di funzionamento del motore.
 
La seconda, più esterna, era costituita da due "conchiglie" che aprendosi quando necessario gestivano la parte divergente dell'ugello, oltre che funzionare come inversore di spinta quando venivano chiuse completamente.

### Sistemi di controllo
Su questo motore fu sviluppato il primo sistema di controllo del motore (FADEC).

## Velivoli utilizzatori
Francia-Regno Unito
- Aérospatiale-British Aerospace Concorde